# Eupatorium makinoi
Eupatorium makinoi là một loài thực vật có hoa trong họ Cúc. Loài này được T.Kawahara & T.Yahara mô tả khoa học đầu tiên năm 1995.